# Hyphasis
Hyphasis is een geslacht van kevers uit de familie bladkevers (Chrysomelidae).
De wetenschappelijke naam van het geslacht werd in 1877 gepubliceerd door Edgar von Harold.

## Soorten
- Hyphasis apicata Medvedev, 1996
- Hyphasis armata Medvedev, 1996
- Hyphasis bipunctata Medvedev, 1996
- Hyphasis grandis Wang in Wang & Yu, 1993
- Hyphasis lankana Kimoto, 2003
- Hyphasis palawana Medvedev, 2001
- Hyphasis philippina Medvedev, 1993
- Hyphasis sadanagai Takizawa, 1983